# Abdullah Ahmed Abdullah
Abdullah Ahmed Abdullah (arabisch عبد الله أحمد عبد الله; geboren um 1963 in Ägypten; gestorben am 7. August 2020 in Teheran, Iran), auch Abu Mohamed al-Masri oder Saleh genannt, war ein ägyptischer, vom FBI gesuchter Terrorist der Kategorie most wanted sowie Al-Qaida-Stratege, der beschuldigt wurde, an den Bombenattentaten auf US-amerikanische Botschaften in Tansania und Kenia im August 1998 beteiligt gewesen zu sein.

## Profil
Soweit bekannt, soll Abdullah zum inneren Führungskreis von Al-Qaida gehört haben und Mitglied des Schura-Rates von Osama bin Laden gewesen sein. Er soll auch Mohammed Atta bei der Vorbereitung der Anschläge vom 11. September 2001 finanziell unterstützt haben.
Im Fall der Bombenattentate auf die US-Botschaften werfen ihm die USA vor, schon vorher an anderen antiamerikanischen Aktivitäten in Afrika beteiligt gewesen zu sein. Er und andere Mitglieder von Al-Qaida lieferten angeblich somalischen Stämmen militärische Unterstützung beim Widerstand gegen UN- und US-Truppen während der Unruhen von 1993 im Land. Bei den Al-Qaida-Operationen in Kenia soll Abdullah drei Tage vor den Attentaten zusammen mit Mitverschwörern die kenianische Botschaft ausspioniert haben. Nach der Anweisung von Al-Qaida an alle Mitglieder, das Land am 6. August 1998 zu verlassen, floh Abdullah nach Karatschi in Pakistan. Am 7. August verließ ein mit Bomben beladener Transporter eine von Al-Qaida-Agenten gemietete Villa in Nairobi auf dem Weg zur US-Botschaft. Bei einer zeitgleichen Aktion etwa 650 Kilometer entfernt näherte sich ein Bomben-Transporter der US-Botschaft in Daressalam, Tansania. Die Bomben explodierten innerhalb weniger Minuten, töteten zusammen 224 Menschen und verletzten mehr als 5000 weitere Personen.
Abdullah wird auch beschuldigt, einen falschen Reisepass für einen der bekannten Botschaftsattentäter, den Kenianer Mohammed Saddiq Odeh, besorgt zu haben. Mit diesem war es Odeh möglich, zusammen mit anderen Al-Qaida-Mitgliedern nach Afghanistan zu reisen und dort bin Laden zu treffen. Im Herbst 1998 machten die Vereinigten Staaten Osama bin Laden und andere Al-Qaida-Mitglieder für die Botschaftsattentate verantwortlich. Als Vergeltungsmaßnahme ließ US-Präsident Bill Clinton Luftschläge auf Ausbildungslager von Al-Qaida in Afghanistan und auf eine Arzneimittelfabrik in Khartum (Sudan) anordnen (Operation Infinite Reach).
Nach Presseberichten soll er am 7. August 2020, dem Jahrestag der Terroranschläge auf die Botschaften der Vereinigten Staaten in Daressalam und Nairobi, zusammen mit seiner Tochter Miriam, einer Schwiegertochter Osama bin Ladens und Witwe dessen im Vorjahr getöteten Sohnes Hamza, im Rahmen einer Geheimdienstaktion des Mossad in Teheran von zwei Agenten auf Motorrädern erschossen worden sein. Zum Zeitpunkt seiner Tötung war er stellvertretender Anführer des Terrornetzwerks al-Qaida. Die Information über seine Tötung veröffentlichte zuerst die New York Times unter Berufung auf Geheimdienstbeamte. Für seinen Tod gibt es bisher weder von der Islamischen Republik Iran noch von al-Qaida, den USA oder Israel eine offizielle Bestätigung. Das Außenministerium in Teheran teilte mit, dass es keine Terroristen von al-Qaida auf iranischem Boden gibt. Ferner teilte man mit: „Von Zeit zu Zeit versuchen Washington und Tel Aviv, Iran mit solchen Gruppen in Verbindung zu bringen, indem sie Lügen und falsche Informationen an die Medien durchsickern lassen, um sich der Verantwortung für die kriminellen Aktivitäten dieser Gruppe und anderer terroristischer Gruppen in der Region zu entziehen“.